# RPG-29
RPG-29（ロシア語：РПГ-29）は、ソビエト連邦で開発された携帯式対戦車ロケット擲弾発射器。1989年採用。ヴァンピール（Вампир：吸血鬼）とも呼ばれる。

## 概要
名称は、ロシア語で「携帯式対戦車擲弾発射器」を意味する「РПГ：Ручной Противотанковый Гранатомёт（ルチノーイ・プラチヴァターンカヴィイ・グラナタミョート）」の英字綴りである「Ruchnoy Protivotankoviy Granatomet」の頭文字をとった略称から作られた。英語の訳表記では「Rocket-Propelled Grenade（ロケット推進擲弾）」と綴られるが、これはバクロニムであり、厳密には誤りである。
弾頭の装填は、従来のRPG シリーズとは異なり、発射機の後部から装填する。
砲身長は1,850mmと、従来のRPG シリーズに比べて極端に長くなったので、携行時にはRPG-7DやRPG-16と同様に砲身を前後で二つに分割し、分解と組み立ては素早く行えるように設計されている。なお、前部砲身に装着されている引き金周りの部分はRPG-16によく似ている。
照準装置については、1P38光学照準器（x2.7）もしくは1PN51-2暗視式照準器が装着可能であるほか、砲身に予備のアイアンサイトが標準装備されている。

## 弾頭
RPG-29の弾頭には、PG-29VとTBG-29Vの2種類が製造されている。 PG-29Vは対戦車用の弾頭で、メインの弾頭の前部に爆発反応装甲（ERA）を排除するための小型弾頭が取り付けられている。TBG-29Vは対人用の弾頭で、サーモバリック爆薬を充填している。
PG-29V
- 弾頭：タンデムHEAT弾
- 直径：64mm+105mm
- RHA貫徹能力：ERA+600mm、750mm（ERA無し）

TBG-29V
- 弾頭：サーモバリック
- 直径：105mm
- 対人危害半径：10m

PG-29Vと同様に直径105mmのタンデムHEAT弾を使用する弾薬として、RPG-7とRPG-27用のPG-7VR、RPG-32用のPG-32Vが制式採用されている。この3種類は装甲貫徹力もほぼPG-29Vと同一である。
また、TBG-29と同じ口径105mmのサーモバリック弾頭であるRShG-1（RPG-27の派生形）とRPG-7用のTBG-7V、RPG-32用のTBG-32Vが存在するが、これら4種の弾頭の構造と威力もほぼ同一であると思われる。

## 戦歴
RPG-7と同様にゲリラなどにより幅広く使用されており、2006年のレバノン侵攻においてはヒズボラが使用し、イスラエル国防軍のメルカバを行動不能にしたと報道された。
2007年5月、英国防省は2006年8月にイラクのアマラでイギリス軍のチャレンジャー2がRPG-29による攻撃を受け、車体前面の爆発反応装甲と車体前面の装甲を貫かれて3人の乗員が負傷（操縦士は両足切断の重傷）していた事を発表した。ただし、チャレンジャーの装甲は砲塔の前部と側面前半部と車体上部前半部のみが複合装甲であり、車体下部は通常の均質圧延鋼装甲であるので、これを持って第3世代主力戦車の複合装甲を正面から撃破できると考えるのは早計である。